# Plebánie
Plebánie (latinsky plebania) je označení pro středověkou farnost, zejména venkovskou. Její duchovní správce se nazýval plebán (latinsky plebanus). V českých zemích začaly být plebánie zřizovány přibližně od přelomu 11. a 12. století. Po husitských válkách se již termín plebánie nepoužíval.